# RUN (アルバム)
『RUN』（ラン）は、日本の音楽ユニット・B'zの6作目のオリジナル・アルバム。1992年10月28日にBMGルームスより発売。

## 概要
前作『IN THE LIFE』から約11か月ぶりのリリース。
初回盤はCDケースの成形色が黒色で、B'zの5枚綴りのフォトカード、フォトカードとCDケースを入れる紙製のスリーブケースが付属しており、レーベル面はメッキゴールド塗装となっているが、裏ジャケットが入っていない。通常盤は普通の透明のCDケースでレーベル面はメッキシルバー仕様である。通常盤はレーベル違いでディスクトレイの成形色が2色存在し、BMGルームス盤がライトブラックで、ルームスレコーズ盤がホワイトである。「B'z」のロゴマークは前作『IN THE LIFE』同様、シングル『ALONE』から使用されたもの。オリジナルアルバムでこのロゴが使用されたのは本作と『IN THE LIFE』のみとなっている。
本作で現在までのB'zの王道的作風である「ハードロック」に初めて挑戦し、松本曰く「「ALONE」のようなメジャー系のバラードをやる気がなかった」という意図から明るい調子のバラードは収録されておらず、「ハードロック」をテーマにしたため「BLOWIN'」も収録されなかった。アレンジはオーケストラ・ヒットを多くの曲で使用している。
本作は1992年11月9日付のオリコンアルバムチャートにて最高位1位を獲得、売り上げ枚数は同年11月23日付で155.0万枚となった。初動で119万枚を売り上げ、『IN THE LIFE』が達成した当時の最大初動枚数（104万枚）の記録を自ら塗り替えた。2006年5月時点で売り上げ枚数は219万6,660枚を記録。
2018年に結成30周年記念として『DINOSAUR』までのオリジナル・アルバムと共にアナログレコード化された。

## 収録曲
| 全作詞: 稲葉浩志、全作曲: 松本孝弘、全編曲: 松本孝弘・明石昌夫。 |                                |          |            |      |
| #                                                                | タイトル                       | 作詞     | 作曲・編曲 | 時間 |
| 1.                                                               | 「THE GAMBLER」                | 稲葉浩志 | 松本孝弘   | 5:27 |
| 2.                                                               | 「ZERO」                       | 稲葉浩志 | 松本孝弘   | 4:50 |
| 3.                                                               | 「紅い陽炎」                   | 稲葉浩志 | 松本孝弘   | 4:59 |
| 4.                                                               | 「RUN」                        | 稲葉浩志 | 松本孝弘   | 3:53 |
| 5.                                                               | 「Out Of Control」             | 稲葉浩志 | 松本孝弘   | 3:55 |
| 6.                                                               | 「NATIVE DANCE」               | 稲葉浩志 | 松本孝弘   | 4:45 |
| 7.                                                               | 「MR. ROLLING THUNDER」        | 稲葉浩志 | 松本孝弘   | 4:34 |
| 8.                                                               | 「さよならなんかは言わせない」 | 稲葉浩志 | 松本孝弘   | 4:29 |
| 9.                                                               | 「月光」                       | 稲葉浩志 | 松本孝弘   | 5:33 |
| 10.                                                              | 「Baby, you're my home」       | 稲葉浩志 | 松本孝弘   | 4:04 |
| 合計時間:                                                        | 合計時間:                      | 46:29    |            |      |

## 楽曲解説
1. THE GAMBLER
  - 1分ほどのオルガンの独奏から始まる。
2. ZERO
  - 11thシングルで、本作の先行シングル。
  - 本作の制作過程で最初に出来た楽曲[7]。
3. 紅い陽炎
  - 歌詞のテーマは不倫。
4. RUN
  - 表題曲で、バンドメンバーやスタッフなどチームをテーマにしている[4]。
  - 2005年に、稲葉の地元である岡山県で開催された第60回国民体育大会のテーマソングに使用された[8]。
  - ファンからの人気が高く、ベスト・アルバム『B'z The Best "Treasure"』（1998年）と『B'z The Best "ULTRA Treasure"』（2008年）の収録曲を決める際のファン投票では共に12位となり収録された[9][10]。また、『The Complete B'z』にはボーナス・トラックとしてライブ音源が収録されていた。
  - 『B'z The Best "Treasure"』には再録した「RUN -1998 style-」が収録されている。このバージョンは、1998年に日産「アベニール」CMソングに使用された[11]。
  - ライブではアンコールや最終曲として披露されることが多く、アウトロが追加されることが多い。
5. Out Of Control
  - 歌詞には社会風刺が含まれており、稲葉曰く「長髪のお兄ちゃんのボヤキ」だという[4]。
  - アルバムツアー以降長らく演奏されていなかったが、2007年に行われた『B'z SHOWCASE 2007 -19-』、『B'z SHOWCASE 2007 -B'z In Your Town-』で約14年ぶりに演奏され、翌年の『B'z LIVE-GYM 2008 "ACTION"』（ホール公演）でも演奏された。
6. NATIVE DANCE
  - この頃、稲葉は作詞方法を変えたかったそうで、そのきっかけになったのが本曲だと語っている[12]。
  - 曲中にはネイティブアメリカンの音楽のようなコーラスで歌われる箇所があり、ライブではその箇所に振り付けがなされ、観客がコーラスと踊りに参加する。
  - ベスト・アルバム『B'z The Best "Treasure"』の投票では23位とファンからの人気が高く[9]、アルバムツアー以降もPleasureツアー[注釈 1][注釈 2]で多く演奏されている。
7. MR. ROLLING THUNDER
  - イントロでは英語のコーラスが流れる。
  - ヘビーなディストーションギターサウンドが要となっている。
  - 曲のラストには稲葉の連続シャウトがある。
  - アルバムツアーではオープニングナンバーとして演奏された。
8. さよならなんかは言わせない
  - ベスト・アルバム『B'z The Best "Treasure"』のファン投票では18位となり[9]収録を逃したが、後に『B'z The Best "ULTRA Treasure"』の投票で8位にランクインし収録された[10]。
  - アルバムツアーと『B'z LIVE-GYM Pleasure '93 "JAP THE RIPPER』および、2021年に行われたB'z主催のRock Project『B'z presents UNITE #01』の横浜公演[13][14][15]ではアンコールラストで演奏され[注釈 3]、アルバムツアー以降も度々演奏されている[注釈 4]。
9. 月光
  - 稲葉は作詞のアイデアが出ず苦戦していたが、ギターソロからインスピレーションを受けて「月光」と名付けられた[16]。
  - バラード・ベスト・アルバム『The Ballads 〜Love & B'z〜』にも収録され、ベスト・アルバム『B'z The Best "ULTRA Treasure"』のファン投票では19位にランクインして収録された[10]。
  - ライブでは『B'z LIVE-GYM Pleasure '93 "JAP THE RIPPER』以降長らく演奏されていなかったが、『B'z LIVE-GYM The Final Pleasure "IT'S SHOWTIME!!"』で約10年ぶりに演奏された。その後も『B'z LIVE-GYM Pleasure 2013 -ENDLESS SUMMER-』(ホール公演)、『B'z LIVE-GYM Pleasure 2018 -HINOTORI-』で演奏された。
10. Baby, you're my home
  - 本作唯一のアンプラグドナンバー。手拍子、アコースティック・ギター、男性コーラス群やブルースハープの伴奏が独特の雰囲気を出している。間奏、エンディングでのブルースハープは加藤友彦。
  - アルバムツアー以降長らく演奏されていなかったが、2015年に行われた『B'z LIVE-GYM 2015 -EPIC NIGHT-』（ホール・アリーナ公演）で約22年ぶりに演奏され、2020年に行われた無観客配信ライブ『B'z SHOWCASE 2020 -5 ERAS 8820-』のDay1でも演奏された[17][18]。
11. ZERO (LIVE ver.)
  - 台湾盤、香港盤にのみ収録されているボーナストラック。音源は過去の映像作品のもの。
12. RUN (LIVE ver.)
  - 台湾盤、香港盤にのみ収録されているボーナストラック。音源は過去の映像作品のもの。

## タイアップ
シングル曲については各作品の項目を参照
- 『第60回国民体育大会・晴れの国おかやま国体』イメージソング（#4）
- 『第5回全国障害者スポーツ大会・輝いて!おかやま大会』イメージソング（#4）

## 参加ミュージシャン
- 松本孝弘:ギター、全曲作曲・編曲
- 稲葉浩志:ボーカル、全曲作詞
- 明石昌夫:マニピュレーター、ベース[7][注釈 5]、全曲編曲
- 田中一光:ドラム
- 増田隆宣:キーボード（#1.3.5.6.9）
- 勝田かず樹（DIMENSION）:サックス（#1.2.4.6.7）
- 下神竜哉:トランペット（#1.6.7）
- 澤野博敬:トランペット（#1.2.6.7）
- 野村裕幸:トロンボーン（#1.2.6.7）
- 加藤友彦:ブルースハープ（#10）

## ライブ映像作品
シングル曲については各作品の項目を参照
RUN
- LIVE RIPPER
- once upon a time in 横浜 〜B'z LIVE GYM'99 "Brotherhood"〜
- Typhoon No.15 〜B'z LIVE-GYM The Final Pleasure "IT'S SHOWTIME!!" in 渚園〜
- B'z LIVE-GYM 2006 "MONSTER'S GARAGE"
- B'z LIVE in なんば
- B'z LIVE-GYM Hidden Pleasure 〜Typhoon No.20〜
- B'z LIVE-GYM Pleasure 2008 -GLORY DAYS-
- B'z LIVE in なんば 2006 & B'z SHOWCASE 2007 -19- at Zepp Tokyo
- B'z LIVE-GYM Pleasure 2013 ENDLESS SUMMER -XXV BEST-
- B'z LIVE-GYM Pleasure 2018 -HINOTORI-
- B'z SHOWCASE 2020 -5 ERAS 8820- Day1〜5
- B'z LIVE-GYM Pleasure 2023 -STARS-

Out Of Control
- B'z The Best "ULTRA Treasure"（特典DVD）
- B'z LIVE in なんば 2006 & B'z SHOWCASE 2007 -19- at Zepp Tokyo

NATIVE DANCE
- LIVE RIPPER
- B'z LIVE-GYM Pleasure 2008 -GLORY DAYS-
- B'z LIVE-GYM Pleasure 2013 ENDLESS SUMMER -XXV BEST-
- B'z LIVE-GYM Pleasure 2023 -STARS-

さよならなんかは言わせない
- LIVE RIPPER（DVD盤のみ収録）
- B'z LIVE-GYM 2001 -ELEVEN-
- B'z LIVE-GYM Pleasure 2013 ENDLESS SUMMER -XXV BEST-

月光
- LIVE RIPPER
- Typhoon No.15 〜B'z LIVE-GYM The Final Pleasure "IT'S SHOWTIME!!" in 渚園〜
- B'z LIVE-GYM Pleasure 2013 ENDLESS SUMMER -XXV BEST-[注釈 6]
- B'z LIVE-GYM Pleasure 2018 -HINOTORI-

Baby, you're my home
- B'z SHOWCASE 2020 -5 ERAS 8820- Day1〜5